# مهلقا جامبرزق
ملقا جامبرزق (بالفارسية: مه‌لقا جام‌بزرگ) هي رامية بندقية رياضية إيرانية ولدت في يوم 15 أغسطس 1991 في مدينة همدان في إيران، أبرز إنجازاتها هو فوزها بالميدالية الفضية في دورة الألعاب الآسيوية 2010 في غوانزهو في الصين في مسابقة AR40 جماعي وفازت بالميدالية البرونزية في STR3X20 جماعي، وفي الألعاب الجامعية فازت بالميدالية الذهبية في مسابقة STR60PR في الدورة التي أقيمت الألعاب الجامعية الصيفية 2015 في غوانغجو في كوريا الجنوبية، شاركت في الألعاب الأولمبية في دورتي لندن 2012 وريو دي جانيرو 2016 إلا أنها لم تحقق أي إنجاز فيها.

## روابط خارجية
- مهلقا جامبرزق على موقع الاتحاد الدولي (الإنجليزية)
- مهلقا جامبرزق على موقع أوليمبيديا (الإنجليزية)